# 小鳩美愛
小鳩美愛（日语：／ Kobato Miai，1971年8月5日—），日本AV女優。東京都出身，現已引退。 
身高163cm。胸圍 84cm、腰圍 58cm、臀圍 86cm。1991年出道，擁有姣好的娃娃臉與巨乳，以演出兔女郎聞名。
此外，小鳩美愛與黑木香是少數不剃除腋毛的AV女優。

## 作品
- Legend 小鳩美愛（2005年3月25日 ロイヤルアート）
- 小鳩美愛 大全集（2006年11月24日 ケイズワークス）

## 外部連結
- Web I-dic 小鳩美愛 / こばとみあい